# Microtegeus undulatus
Microtegeus undulatus är en kvalsterart som först beskrevs av Berlese 1916.  Microtegeus undulatus ingår i släktet Microtegeus och familjen Microtegeidae. Inga underarter finns listade i Catalogue of Life.